# Checked C
Checked C — язык программирования, разработанный в Microsoft Research и ориентированный на максимальную совместимость с C, но обеспечивающий большую безопасность при работе с памятью и, вследствие этого — большую защиту от уязвимостей написанных на нём приложений.
Спецификация языка, примеры и тесты распространяются на условиях MIT license и Open Web Foundation Final Specification Agreement (обеспечивающего свободу от патентных и копирайтных исков в рамках данного соглашения).

## Нововведения языка
В язык введено ряд новых типов указателей, таких, как:
- array_ptr<T> — указатель на массив фиксированного размера. Проверка выхода за его границы во время исполнения программы может быть обеспечена автоматически;
- array_ptr_nt<T> — указатель на элемент массива типа Т, ограниченного символом null.
- ptr<T> — указатель не требующий проверки выхода за границы, поскольку не используется для вычисления новых адресов. Соответственно, адресная арифметика для указателей такого типа запрещена.

## Реализация
Компилятор Checked C доступен в виде модифицированных с целью поддержки CheckedC LLVM/Clang. Компилятор поддерживает 32-х и 64-х разрядные версии Windows, UNIX/Linux и MacOS.